# Cantón de Herment
El cantón de Herment era una división administrativa francesa, que estaba situada en el departamento de Puy-de-Dôme y la región de Auvernia.

## Composición
El cantón estaba formado por seis comunas:
- Herment
- Prondines
- Saint-Germain-près-Herment
- Sauvagnat
- Tortebesse
- Verneugheol

## Supresión del cantón de Herment
En aplicación del Decreto nº 2014-210 de 21 de febrero de 2014, el cantón de Herment fue suprimido el 22 de marzo de 2015 y sus 6 comunas pasaron a formar parte del nuevo cantón de Saint-Ours.